# Камышанский, Николай Николаевич
Николай Николаевич Камышанский (1851 — 1918) — русский судебный деятель, сенатор.

## Биография
Потомственный дворянин Пензенской губернии. Сын полковника.
В 1872 году окончил Императорское училище правоведения с чином IX класса, после чего начал службу по ведомству Министерства юстиции, будучи причисленным к департаменту министерства, с откомандированием в распоряжение гродненского губернского прокурора. В конце того же года назначен был кандидатом на судебные должности при прокуроре Санкт-Петербургского окружного суда.
В 1874 году назначен товарищем подольского губернского прокурора, в 1878 году — товарищем прокурора Варшавского окружного суда, в 1895 году — тобольским губернским прокурором. В 1897 году, при введении в Сибири судебной реформы, назначен прокурором Тобольского окружного суда, в 1898 году — товарищем прокурора Виленской судебной палаты. 1 января 1901 года произведен в действительные статские советники.
В 1902 году был командирован к исполнению обязанностей товарища обер-прокурора Уголовного кассационного департамента Правительствующего Сената, а в 1903 году назначен товарищем обер-прокурора 1-го департамента Сената, причем неоднократно исполнял обязанности обер-прокурора означенного департамента. В 1905 году был назначен членом Консультации при Министерстве юстиции учрежденной, с оставлением в должности товарища обер-прокурора, а в 1906 году, состоя в означенных должностях, назначен членом Особого присутствия для рассмотрения дел о вознаграждении потерпевших вследствие несчастных случаев или утративших трудоспособность на работах мастеровых, рабочих и вольнонаемных служащих в Сенатской типографии. 1 января 1908 года произведен в тайные советники.
16 января 1910 года назначен сенатором, присутствующим в Уголовном кассационном департаменте. 23 февраля 1915 года уволен от службы согласно прошению, а 22 марта того же года вновь назначен к присутствованию в Сенате.
Скончался 27 марта 1918 в Ставрополе-Кавказском. Был женат на дочери штабс-капитана Александре Дементьевне Коносевич (1861—?).

## Награды
- Орден Святого Владимира 3-й ст. (1904)
- Орден Святого Станислава 1-й ст. (1906)
- Орден Святой Анны 1-й ст. (1912)